# LF Schelderoute
De LF Schelderoute is een LF-icoonroute in Vlaanderen. De route werd in 2021 geopend en loopt van Spiere-Helkijn via Oudenaarde, Gent en Dendermonde naar Antwerpen en is 181 km. lang. De route volgt de loop van de Schelde. Ze is in 2 richtingen bewegwijzerd met rechthoekige bordjes. De bordjes hangen onder de borden van het fietsroutenetwerk.

## Traject
De route doorkruist de provincies West-Vlaanderen, Oost-Vlaanderen en Antwerpen om te eindigen in Zeeland. 
Na de start in Spiere volgt de route kort het Spierekanaal dat uitkomt in de Schelde. Tussen Spiere-Helkijn en Escanaffles loopt ze parallel met de Wapitour. Vanuit Spiere-Helkijn kan de Schelde verder stroomopwaarts worden gevolgd zodat in Doornik kan dan worden aangesloten op de RV6. In Escanaffles kan - door de brug over de Schelde te nemen - worden aangesloten op de RV8a. 
De Schelderoute volgt het Vlaamse deel van de Schelde. Bij Bossuit kruist de route het Kanaal Bossuit-Kortrijk. Nabij Avelgem kruist de route de LF Vlaanderenroute en de LF Heuvelroute. Hier loopt tevens de fietssnelweg F45. 
De route gaat door Oudenaarde met onder andere het mooie stadhuis, het Mou Museum en het Centrum Ronde van Vlaanderen. 
De route blijft de Schelde volgen en kruist de Ringvaart om dan door Gent te gaan. Van Gent tot Antwerpen loopt ze parallel met de LF Vlaanderenroute en de LF Kunststedenroute. Dit deel kenmerkt zich door diverse oversteken van de Schelde met een veerboot, zoals het Appels Veer. Nabij Dendermonde mondt de Dender uit in de Schelde. Na Temse en de Temsebrug gaat het langs de Burchtruïne Graventoren en door de Polders van Kruibeke, een groot overstromingsgebied. Ook voert de route door het Burchtse Weel.
Via de Kennedytunnel komt de route in Antwerpen en langs Het Steen. In Antwerpen sluit de route tevens aan op de LF Kempenroute. 
Na Antwerpen voert de route door de Haven van Antwerpen en gaat langs Fort Lillo en over de Berendrechtsluis en de Zandvlietsluis. 
De route eindigt in het Zeeuwse Bath waar ze overgaat in de LF13 Schelde-Rheinroute richting de monding van de Westerschelde of richting de Rijn. Dit is tevens het traject van de EuroVelo EV4 Midden-Europaroute. Bij de start in Spiere-Helkijn sluit de route aan op de EuroVelo EV5 Via Romea Francigena, de Wapitour en de RAVeL L'Escaut (verder naar Doornik).

## Aansluitingen met Europese routes
- In Spiere-Helkijn sluit de route aan op de EuroVelo EV5 Via Romea Francigena.
- In Bath ten noorden van de Haven van Antwerpen sluit de route aan op de EuroVelo EV4 Midden-Europaroute.

## Aansluitingen met andere LF- of icoonroutes
- Vanuit Spiere-Helkijn kan in Doornik via de RAVeL L'Escaut aangesloten worden op de RV6.
- In Escanaffles sluit de route aan op de Wapitour.
- In Escanaffles kan middels oversteek van de brug over de Schelde worden aangesloten op de RV8a.
- In Avelgem kruist de route de LF Vlaanderenroute en de LF Heuvelroute.
- Tussen Gent en Antwerpen loopt de route parallel met de LF Vlaanderenroute en de LF Kunststedenroute.
- In Antwerpen sluit de route aan op de LF Kempenroute.
- In de Haven van Antwerpen wordt de bewegwijzering doorgezet naar Bath waar kan worden aangesloten op de LF13 Schelde-Rheinroute.

## Aansluitingen met regionale routes
- Op elk willekeurig punt kan gebruik worden gemaakt van het fietsroutenetwerk ter plaatse.
- In Spiere-Helkijn kan de W4 Canaux, Fleuves et Rivières (regionale RAVeL-route) opgepakt worden.
- In Spiere-Helkijn kan Blauw Vierkant opgepakt worden.
- In Oudenaarde kunnen de gele, rode en blauwe lus van de Ronde van Vlaanderenroute opgepakt worden.
- In Dendermonde kan de Ros Beiaardroute opgepakt worden.
- In Dendermonde kan de route Denderende Steden opgepakt worden.
- In Bath ten noorden van de Haven van Antwerpen kan de Jo de Rooroute opgepakt worden.